# Bzura Chodaków

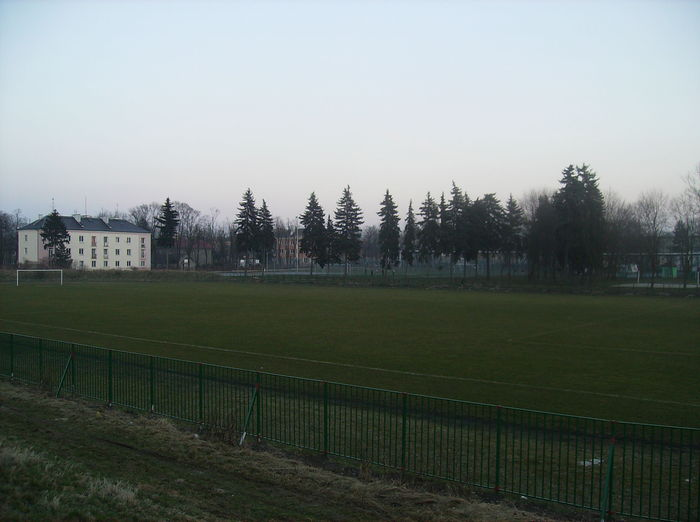
Stadion Bzury

Bzura Chodaków – polski klub sportowy z siedzibą w Sochaczewie, w sezonie 2024/25 występujący w klasie A, gr. Warszawa IV. Klub założony został w 1929 roku w Chodakowie (obecnie jedna z dzielnic Sochaczewa). Jest najbardziej utytułowanym sochaczewskim klubem piłkarskim.
Czasy świetności klubu przypadają na lata pięćdziesiąte, kiedy to piłkarze Bzury grali w II lidze. W sezonie 2011/2012 drużyna piłki nożnej, trenowana przez trenera Grzegorza Szypszaka, uzyskała awans do IV ligi mazowieckiej. Grała tam przez 5 sezonów. W sezonie 2017/18 Bzura została wycofana z rozgrywek. Po zmianie zarządu w 2018 roku, w sezonie 2018/2019 przystąpiła do rozgrywek w klasie A grupy płockiej. Sezon 2019/2020 drużyna Bzury zakończyła na 4. miejscu w tabeli, po przegranym meczu barażowym drużyna nie dostała się do wyższej klasy rozgrywkowej, lecz ostatecznie po wycofaniu się dwóch klubów z rozgrywek IV ligi, drużyna Bzury uzyskała awans i sezon 2020/2021 rozpoczęła od rozgrywek w lidze IV.
Stadion Bzury, znajdujący się przy ul. Chopina 101, ma pojemność około 440 miejsc siedzących.
Dawniej klub działał jako klub wielosekcyjny, prowadząc oprócz piłki nożnej m.in. sekcje hokeja, siatkówki, judo oraz boksu, które obecnie już nie działają.

## Informacje ogólne
- Pełna nazwa: Klub Sportowy Bzura Chodaków
- Data założenia: 1929
- Barwy: Biało-zielone
- Adres: ul.Chopina 101, 96-500 Sochaczew
- Stadion: Stadion MOSiR w Sochaczewie
- Zarząd Stowarzyszenia:
  - Prezes zarządu:
  - Wiceprezes zarządu:
  - Przewodniczący komisji rewizyjnej:

## Osiągnięcia
- 4. miejsce w II lidze – 1950 (dwie grupy)
- 3. miejsce w II lidze – 1951 (cztery grupy)